# Batuques e Romances
Batuques e Romances é um álbum de Arlindo Cruz lançado em 26 de maio de 2011.O álbum possui quinze músicas, incluindo uma regravação da música "Meu Nome é Favela". O álbum foi o primeiro de Arlindo a contar com faixas inéditas em quatro anos. Em 18 de novembro do mesmo ano, fez uma apresentação no Chevrolet Hall (hoje conhecido como Classic Hall) para lançar o álbum.
Ao ser questionado sobre o álbum, Cruz citou três canções que, conforme ele, resumem o disco. "A primeira é Bem, que fala de como é importante fazer o bem; Meu Nome É Favela, que tem a ver com o fato de eu ter sido criado em comunidade; e O Amor que mostra o lado romântico do CD".
Conforme Arlindo, o título se refere aos dois lados dele mesmo. Os "batuques" se referem ao samba de roda e o partido-alto, muito presentes na vida do músico; e os "romances" dizem respeito ao lado dele "que gosta de falar de amor". A faixa "O Bem" mostra a preocupação de Arlindo Cruz com a busca do bem. "Minha principal causa é a busca do bem. O amor à natureza, o combate à fome, ao crack e ao abandono de crianças na rua".

## Faixas
| N.º | Título                               | Compositor(es)                                                                  | Duração |  |
| 1.  | "Como Um Caso de Amor"               | Arlindo Cruz, André Renato, Ronaldo Barcellos, Fred Camacho, Marcelinho Moreira | 4:03    |  |
| 2.  | "Pelo Litoral"                       | Cruz, Rogê, Acyr Marques                                                        | 4:21    |  |
| 3.  | "Quando Falo de Amor"                | Cruz, Camacho, Almir Guineto                                                    | 3:52    |  |
| 4.  | "Meu Poeta" (com Zeca Pagodinho)     | Cruz, Sombra, Pagodinho, Jr. Dom, Ratinho, Sombrinha                            | 3:27    |  |
| 5.  | "Meu Nome é Favela"                  | Rafael Delgado                                                                  | 3:48    |  |
| 6.  | "O Bem"                              | Cruz, Délcio Luiz                                                               | 4:08    |  |
| 7.  | "Cantando eu Aprendi"                | Cruz, Maurição, Camacho                                                         | 3:26    |  |
| 8.  | "Mãe"                                | Maurição, Carlos Senna, Elmo Caetano                                            | 2:26    |  |
| 9.  | "Nem Tanto a Terra, Nem Tanto o Mar" | Cruz, Camacho, Maurição                                                         | 3:39    |  |
| 10. | "Oferendas / Pra Gente se Amar"      | Cruz, Marques, Teresa Cristina, Maurição                                        | 2:52    |  |
| 11. | "Você É o Espinho e Não a Flor"      | Renato Moraes, Arlindinho                                                       | 3:37    |  |
| 12. | "Bancando o Durão" (com Ed Motta)    | Cruz, Maurição, Jr. Dom                                                         | 3:39    |  |
| 13. | "Citações / Cleptomaria"             | Cruz, Helio de la Peña, Nei Lopes, Mu Chebabi                                   | 4:49    |  |
| 14. | "Sargento"                           | BADA, Pietro Ribeiro, Willians Defensor                                         | 3:07    |  |
| 15. | "Batuqueiro / Meu Cumpadre"          | Cruz, Dido do Cavaco, Elcio do Pagode, Camacho, Moreira                         |         |  |